# Violenza in un carcere femminile
Violenza in un carcere femminile ( br: Escravas da Corrupção ) é um filme de 1982 dirigido por Vincent Dawn.

## Sinopse
A fotojornalista Emanuelle (Laura Gemser) finge ser uma traficante de drogas e fica presa em uma prisão, para denunciar a violência que são submetidos os prisioneiros.
Descoberta, passa maus momentos, como ser atacada e trancada em uma solitária onde irá ser ferida por um grupo de camundongos. Mas, graças à ajuda do Dr. Moran (Gabriele Tinti) e com o sacrifício de alguns internos consegue denunciar a violência e prender os culpados.

## Recepção
Allmovie deu ao filme uma classificação de uma estrela de cinco, observando que "Mattei não economiza na sordidez, apresentando uma briga de três vias em um piso cheio de fezes, Gemser mordiscada por ratos em uma solitária, um homossexual que é sodomizado até a morte depois que seus companheiros de cela heterossexuais são estimulados por uma striptease, e vários estupros, torturas, e cenas de vômito."

## Elenco
- Laura Gemser ... Emanuelle / Laura Kendall
- Gabriele Tinti ... Doutor Moran
- Maria Romano ... gatinho
- Ursula Flores ... Consuelo
- Antonella Giacomini ... Malone
- Franco Caracciolo ... Leander
- Françoise Perrot ... Hertha
- Lorraine De Selle ... chefe Warden
- Jacques Stany ... Inspetor-Chefe
- Leila Durante ... Pilar (como Leila Ducci)
- Franca Stoppi ... Rescaut
- Raul Cabrera